# 天主教江西教区
天主教江西教區是聖座未承認的教區。由中華人民共和國政府控制的中國天主教愛國會在江西省屬下的一個教區（公開教會團體），統轄江西全省教務。江西教區由南昌總教區、吉安教區、餘江區教區、贛州教區和南城教區合併而成。

## 概況
2011年，教區有信徒約100,000人，由2位政府承認的主教、45位神父、2位修士及24位修女，教堂約40座，活動點約20個。現任主教為李穌光，輔理主教彭衛照。教座位於江西省南昌市松柏巷罗家堂路82号的松柏巷聖母無原罪主教座堂，又稱為西湖天主教堂。

## 歷史
1952年，吉安教区并入南昌教区。1958年，召开江西省天主教第一届代表会议，成立江西省天主教爱国会，会议决定将南城教区并入余江教区，选举黄署为余江教区主教。文化大革命前后，江西省仅余南昌、余江、赣州三个教区，5名神父。此时，宗教活动基本停止。1980年后，江西全省各教区合并为江西教区，选举陈独清为主教。
1987年9月，江西教区增选吴仕珍为助理主教，1992年为正权主教。1993年，成立江西省天主教教务委员会。2009年7月，李稣光当选助理主教，10月31日祝圣，2011年3年，吴仕珍主教退休，李稣光主教为正权主教。
2011年，江西教区划分为五个总铎区，成立司铎咨议会和教会核心议事小组。江西省天主教“一区两会”实行“人事统一、经济共管、联署办公、民主决策”的运作模式。时，江西教区有45位神父，2位修士，24位修女。40多座教堂，20多个活动点，教友约10万余人。
2020年10月31日，江西教区举行一系列庆祝活动。最先在南昌圣母无染原罪堂举行李稣光主教晋牧十周年感恩圣祭。其后在江西教区新主教府建设基地举行奠基典礼。最后在赣江宾馆四楼举办李稣光主教晋牧十周年庆祝会。

## 歷任主教
聖座不承認以下主教頭銜。

### 貴州主教
- 陳獨清主教（1985年-1990年8月25日）：未獲聖座承認。
  - 吳仕珍助理主教（1987年9月-1990年）
- 吳仕珍主教（1990年-2011年）：1990年獲教宗寬恕，承認為南昌總教區主教。
  - 李穌光助理主教（2010年-2011年）
- 李穌光主教（2011年-現任）
  - 彭衛照輔理主教（2022年11月24日-現任）聖座只承認是餘江教區主教